# Gudsmanstjärnen
Gudsmanstjärnen är en sjö i Falu kommun i Dalarna och ingår i Dalälvens huvudavrinningsområde.